# 개운초등학교
개운초등학교는 대한민국 울산광역시 남구에 있는 초등학교다.

## 학교 연혁
- 1997. 01. 01 설립 인가
- 2002. 03. 01 학력향상 연구학교(울산광역시교육청 지정 2년간)
- 2004. 03. 01 병설유치원 1학급 편성
- 2005. 03. 01 방과후 정책연구학교(교육인적자원부 지정)
- 2007. 03. 01 평생교육 시범학교 운영(울산광역시교육청 지정 2년간)
- 2007. 09. 01 지역과 함께 하는 학교 운영(교육과학기술부 선정 3년간)
- 2013. 09. 01 제6대 김종욱 교장 부임
- 2014. 03. 01 생활지도(인성교육) 연구학교(울산광역시교육청 지정 1년간)
- 2015. 02. 17 제16회 졸업식, 졸업생 132명(누계 3,480명)
- 2015. 03. 01 32(1)학급 편성
- 2015. 03. 01 창의과학교육 시범학교 운영(울산광역시교육청 지정 2년간)